# Конституция Восточного Тимора
Конституция Демократической Республики Восточный Тимор — основной закон Восточного Тимора, вступила в силу 20 мая 2002 года. Является первым основным законом государства с момента обретения независимости от Португалии в 1975 году и последующей оккупации Индонезией.
Проект конституции был подготовлен Учредительным собранием (Конституционной ассамблеей), созданным в 2001 году по предписанию Временной администрации ООН в Восточном Тиморе (ВАООНВТ). Тем же решением конституция вступала в силу в день официального объявления о независимости.

## История
Восточный Тимор в одностороннем порядке провозгласил независимость 28 ноября 1975 года, однако уже на следующий день в страну вторглись вооружённые силы Индонезии, которые 7 декабря заняли столицу страны Дили, свергнув национальное правительство. До 1999 года территория находилась под контролем Индонезии. 30 августа 1999 года состоялся референдум, на котором 78,5 % жителей страны высказались за независимость. В ответ на это индонезийские власти начали террор, и ООН 12 сентября 1999 года ввела в Восточный Тимор собственные силы, организовав временную администрацию (ВАООНВТ). 30 октября 1999 года индонезийские войска покинули страну.
По предварительному плану переходный период должен был занять три месяца, однако только 16 марта 2001 года вышло предписание ВАООНВТ № 2001/2, определившее порядок перехода Восточного Тимора к самоуправлению. В соответствии с ним в стране назначались выборы в Учредительное собрание, задачей которого становилось принятие конституции. В собрание должны были входить 88 депутатов: по одному представителю каждого из 13 округов и 75 выбранных путём общенационального голосования. На выборах в Учредительное собрание уверенно победила партия ФРЕТИЛИН, получившая 55 мест при необходимом конституционном большинстве в 60. Конституция была одобрена 22 марта 2002 года.
Воспользовавшись предоставленным в соответствии с предписанием ВАООНВТ правом, Учредительное собрание впоследствии было преобразовано в однопалатный Национальный парламент.

## Содержание конституции
Конституция состоит из следующих частей:
- Преамбула — краткое описание истории независимости Восточного Тимора
- Часть I: Фундаментальные принципы — устанавливает республиканское устройство государства, принцип децентрализации власти, всеобщее избирательное право, свободу совести и многопартийность. Государственными языками объявлены тетум и португальский.
- Часть II: Фундаментальные права, обязанности, свободы и гарантии
  - Раздел I: Общие принципы — устанавливает равноправие граждан, защиту государством детей, стариков и инвалидов.
  - Раздел II: Личные права, свободы и гарантии
  - Раздел III: Экономические, социальные и культурные права и обязанности — в частности, устанавливает право на забастовки и запрет локаута.
- Часть III: Организация власти
  - Раздел I: Общие принципы — устанавливает прямые выборы, принципы сменяемости и разделения властей.
  - Раздел II: Президент республики
    - Глава I: Статус, порядок избрания и вступление в должность — устанавливает пятилетний срок президентства и однократное право на повторный срок.
    - Глава II: Полномочия
    - Глава III: Государственный совет — устанавливает консультативный орган при президенте республики.

  - Раздел III: Национальный парламент
    - Глава I: Статус и порядок избрания — устанавливает число депутатов от 52 до 65, срок действия полномочий 5 лет.
    - Глава II: Полномочия
    - Глава III: Организщация и порядок работы
    - Глава IV: Постоянный комитет — устанавливает орган, замещающий парламент в случае его роспуска или других случаях бездействия.

  - Раздел IV: Правительство
    - Глава I: Определение и структура
    - Глава II: Формирование и ответственность — устанавливает определение кандидатуры премьер-министра парламентским большинством и ответственность правительства перед президентом и парламентом.
    - Глава III: Полномочия

  - Раздел V: Судебная система
    - Глава I: Суды и судебные органы
    - Глава II: Прокуратура
    - Глава III: Адвокатура
- Часть VI: Общественная администрация
  - Раздел I: Общие принципы
  - Раздел II: Финансовая и налоговая система — определяет центральный банк, налоговую систему и государственный бюджет.
- Часть V: Национальная оборона и безопасность
- Часть VI: Гарантирование и изменение конституции
  - Раздел I: Гарантирование конституции — устанавливает исключительное право президента обращаться в Верховный суд по конституционным вопросам.
  - Раздел II: Изменение конституции — устанавливает на изменение конституции 6-летний мораторий со дня опубликования предыдущего изменения, право парламента начать процедуру изменения большинством в четыре пятых голосов, определяет конституционное большинство в две трети от числа депутатов парламента, запрещает президенту препятствовать вступлению изменений в законную силу.
- Часть VII: Заключительные и переходные положения — среди прочего, устанавливает в качестве рабочих языков индонезийский и английский, юрисдикцию международных судов на преступления, совершённые в период с 25 апреля 1974 года по 31 декабря 1999 года, и дату вступления в силу конституции — 20 мая 2002 года.

#### Ограничения на изменение конституции
В соответствии со статьёй 156, не могут быть изменены следующие положения конституции:
- национальная независимость и единство государства;
- гражданские права, свободы и гарантии;
- республиканская форма правления;
- принцип разделения властей;
- независимость судов;
- многопартийная система;
- свободные всеобщие прямые, тайные и регулярные выборы органов власти и пропорциональное представительство;
- принципы административной деконцентрации и децентрализации;
- положение о национальном флаге;
- дата объявление независимости[7].

Могут быть изменены путём национального референдума республиканская форма правления и национальный флаг.